# Сасунская самооборона (1894)
Сасунская самооборона 1894 года — ряд ответных реакций на погромы со стороны турок и курдов против армян в Сасуне.

## Предыстория
В 1890-х годах турецкие власти приняли решение покончить с полунезависимым положением армян Сасуна. Для того, чтобы иметь повод для совершения похода на Сасун, турецкое правительство инспирировало армяно-курдские столкновения.

## Начало самообороны
В 1891—1893 годах сасунцы несколько раз отразили нападения на Сасун регулярных турецких войск и примкнувшего к ним сброда. В 1894 года турецкое правительство предприняло решительные действия для покорения Сасуна. Вокруг Сасуна была создана военная зона, сосредоточены войска. Общее руководство наступавшими на Сасун войсками было возложено на командующего 4-й Анатолийской армией Зеки-пашу. В его распоряжении имелось 12 тыс. турецких солдат; сюда же были переброшены из Диярбакыра пехотный корпус Осман-паши (3 тыс. солдат), два конных полка из Ерзнка и Муша пехотный полк из Эрзерума (у армян — Карин) и другие силы, к которым присоединились несколько тысяч охочих до добычи турецких и курдских башибузуков. Для отражения врага сасунцы во главе с Амбарцумом Пояджяном (Мецн Мурад) подготовились к самообороне. Главный удар турки нанесли в июле с Сасуне — в районе сёл Шеник и Семал, но, понеся значительные потери, отступили. В начале августа турки повторили атаку на том же направлении, но вновь были отбиты. 3 августа турецкие войска вторглись в Шатах. Армяне, ведя упорные бои, отступили к Гелиегузану, затем к горе Андок. Превосходящие силы турок осадили гору и 13 августа перешли в наступление. Армяне оказывали сопротивление до 27 августа, но вследствие того, что боеприпасы и продовольствие иссякли, отступили к высотам Кепина и ущельям Талворика. Здесь сасунцы были окружены превосходящими силами врага и перебиты. Женщины, сражавшиеся бок о бок с мужчинами, чтобы не попасть в руки врага, бросались со скал в пропасти. В боях погибли многие герои освободительной борьбы, в том числе и Грго (Г. Мосеян). Был пленен и закованным доставлен в Муш Геворк Чауш. Турецкие войска, продолжая наступление, разорили около 40 армянских сел Сасуна, вырезав их беззащитное население (свыше 20 тыс. человек).

## Отклики мировой общественности
События 1894 года в Сасуне получили широкий международный резонанс. Прогрессивные общественные деятели ряда стран выступили в защиту сасунцев. Резня в Сасуне побудила правительства Великобритании, Франции и России представить турецкому правительству программу проведения в Западной Армении реформ (см.: «Майские реформы» 1895 года), предусмотренных Берлинским конгрессом 1878 года. Сасунская резня 1894 года была началом массовых погромов армян в Турции в конце XIX века, а в начале ХХ — геноцида.